# Мухолов колумбійський
Мухолов колумбійський (Poecilotriccus calopterus) — вид горобцеподібних птахів родини тиранових (Tyrannidae). Мешкає в Південній Америці.

## Поширення і екологія
Колумбійські мухолови мешкають на півдні Колумбії (південний схід Нариньйо, захід Путумайо), на сході Еквадору та на північному сході Перу (Лорето). Вони живуть в підліску вологих рівнинних тропічних лісів. Зустрічаються на висоті до 1450 м над рівнем моря.